# Enagua

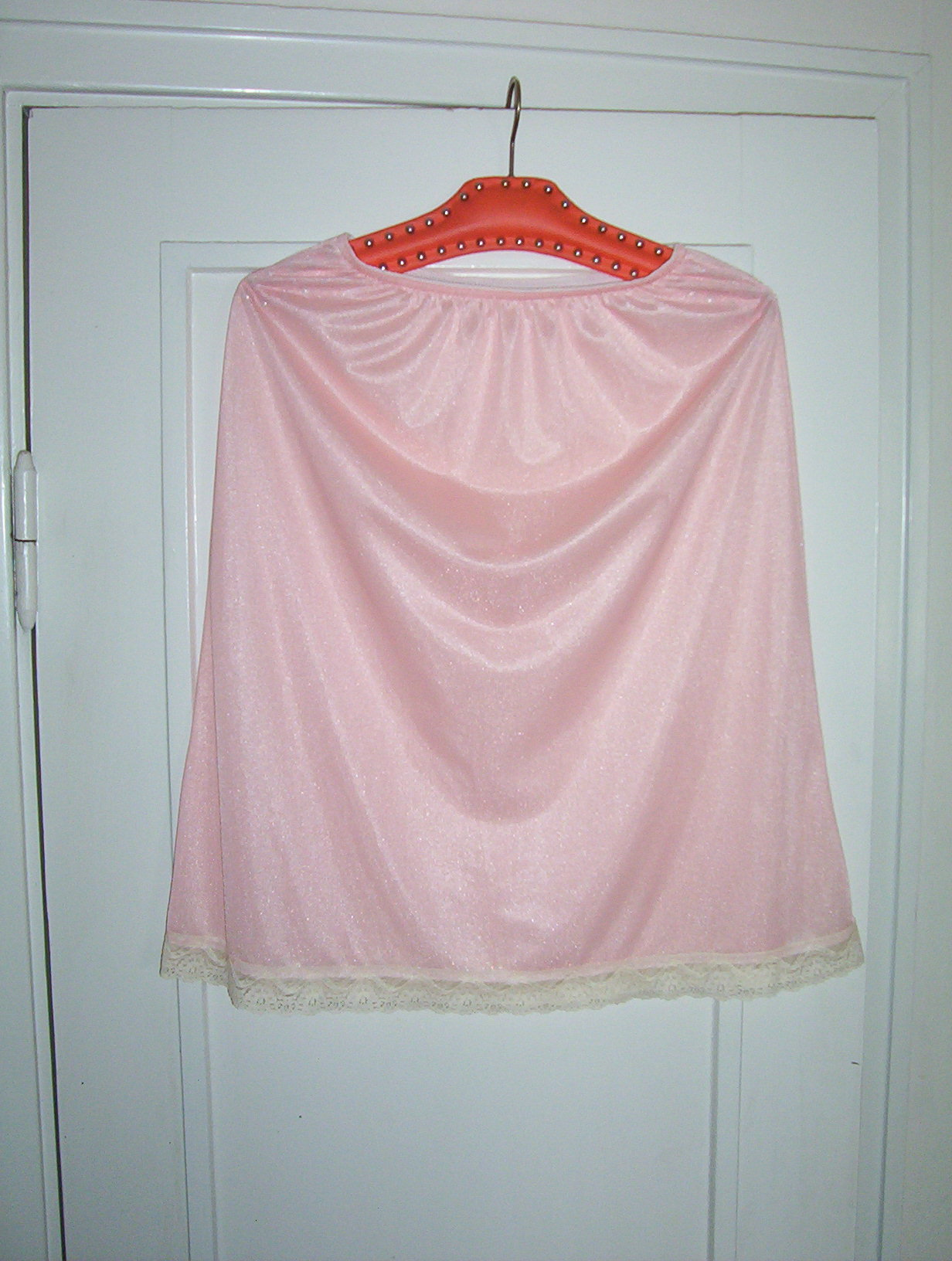
Enagua de color rosa.

Una enagua (del taíno nagua) es una prenda de ropa interior femenina. Se usa más en plural. También se conocen como combinación.
La enagua es una falda usada como ropa interior pero sobre ropa interior íntima. Se lleva puesta bajo un vestido o falda para ayudarle a colgar suavemente y prevenir la irritación de la piel de telas gruesas como la lana. Las enaguas también se llevan puestas para evitar el calor y proteger las telas finas de la transpiración corporal. También se utilizan para evitar la visión del cuerpo o la prenda íntima con ropas externas translúcidas o con demasiado vuelo.
La enagua también se utiliza para evitar que la electricidad estática de algunas telas haga que se peguen al cuerpo de la dama. 
Las enaguas por lo general se hacen de tricot con tela lisa y deslizante como la seda, satén, poliéster, o nailon y pueden estar rematadas y decoradas con puntillas en los bordes. 
| País                 | Llamado                     |
| -------------------- | --------------------------- |
| Argentina            | enagua                      |
| Bolivia              | enagua, juste, justan       |
| Chile                | enagua                      |
| Colombia             | enagua o nagua              |
| Costa Rica           | chingo o fustán             |
| Cuba                 | sayuela                     |
| Ecuador              | enagua                      |
| El Salvador          | fustán                      |
| España               | enagua                      |
| Guatemala            | fustán                      |
| Honduras             | saya                        |
| México               | fondo, medio fondo, enaguas |
| Nicaragua            | nagua o fustán              |
| Panamá               | peticote                    |
| Paraguay             | enagua                      |
| Perú                 | enagua o fuste              |
| Puerto Rico          | enagua                      |
| República Dominicana | medio fondo                 |
| Uruguay              | viso                        |
| Venezuela            | fondo                       |

Las enaguas también se utilizan en algunos trajes regionales. 
En siglos anteriores era una prenda negra usada por los hombres en los duelos de los reyes y de los deudos más cercanos. Cubrían desde la cintura hasta los pies.

## Tipos
Se pueden distinguir los siguientes tipos de enaguas: [cita requerida]
- Una enagua entera, o de cuerpo completo, cuelga de los hombros por lo general por medio de tirantes estrechos y se extiende desde el pecho hasta la altura de la falda.
- La media enagua, desde la cintura (tipo falda), puede llevarse puesta con una camisola que hace juego, como alternativa a una enagua entera.